# Schoenocephalium schultesii
Schoenocephalium schultesii är en gräsväxtart som beskrevs av Bassett Maguire. Schoenocephalium schultesii ingår i släktet Schoenocephalium och familjen Rapateaceae. Inga underarter finns listade i Catalogue of Life.